# 第9號交響曲 (德沃夏克)
E小調第9號交響曲《自新大陆》（捷克語：Z nového světa），作品95（布氏號B. 178），常简称为《新世界交响曲》，是捷克作曲家安东宁·德沃夏克的最后一部交响曲作品，作于1893年任美国国家音乐学院院长期间。

## 名稱
在中国大陆，该曲又常被译作《自新大陆》。
新大陸，又译“新世界”（英语：New World；拉丁语：Mundus Novus），是欧洲人于15世纪末发现美洲大陆及邻近群岛后对这片新土地的称呼。是相对于欧亚旧大陆而言的，既有地缘上的意味，也有历史上的意味，但并无政治上的联想。

## 背景
1892年9月，德沃夏克受聘到美国国家音乐学院任院长。1893年，他受纽约爱乐乐团委托创作该部交响曲，5月24日完成；同年12月16日由安东·塞德尔指揮在纽约卡内基音乐厅首演，并取得成功。在首演前，德沃夏克为其加上了“新世界”的标题。
此曲的倫敦首演之前，作曲家曾自述：
我稱此交響曲為《新世界》，因為它是我在美國寫的第一首作品。依我的看法，這個國家的影響（意指黑人、印地安人、愛爾蘭人的民謠旋律）很容易看見。這首和其他在美國寫作的曲子，和我早先的作品，在色彩和個性上都很不一樣──但是我不會自我分析。我希望英國的聽眾能夠像以往一樣了解我。很遺憾我不能在首演時親臨指揮。你們能好心讓我知道演出反應如何，並寄給我倫敦輿論的批評嗎？慢板和序奏部分應該非常緩慢。對了，速度！速度是很可怕的事情。

### 出版
首次出版时，此曲被编为「第5号」，后根据创作时间重新编为第9号。

## 分析

### 配器
| - 木管樂器 - 2長笛（第2長笛於第1樂章須兼任短笛） - 2雙簧管（第2雙簧管於第2樂章須兼任英國管） - 2單簧管 - 2巴松管 | - 銅管樂器 - 4法國號 - 2小號 - 3長號 - 低音號 | - 定音鼓 - 敲擊樂器 - 三角鐵（第3樂章） - 鈸（第4樂章） | - 弦樂器 |

### 结构
本交響曲共分為4個樂章：
1. 慢板—很快的快板（Adagio—Allegro molto）
2. 最緩板（Largo）
3. 諧謔曲：很快的甚快板—稍微持續的（Scherzo: Molto Vivace—Poco sostenuto）
4. 火熱的快板（Allegro con fuoco）

#### 第一樂章
E小調，開始由低沉的大提琴揭序，法國號出現第一個主題與暗示黑人靈歌的第二主題形成對比，各自展開又緊密配合。

#### 第二樂章
緩板，D♭大調，這個樂章以似黑人靈歌風格旋律為主題的樂章，一開始管樂器持續和絃著，之後由英國管所奏出哀愁的抒情旋律，接著木管樂器在弦樂伴奏下奏出強而有力的旋律，最後英國管再次主奏出哀愁的氣氛。
第二樂章的主題在1922年由德沃夏克的弟子 William Arms Fisher改編、作詞，並命名為念故鄉 

#### 第三樂章
E小調，首先強烈四小節的序奏詼諧曲，生動活潑的波西米亞節奏相呼應。

#### 第四樂章
E小調，在這個樂章取之前三個樂章出現過的主題做統一，強而有力的銅管樂器奏出第一主題激昂的進行曲風，對應著較和緩旋律的第2主題。發展部使用第1、第2與第3樂章的主題，曲子最終以激昂雄壯的演奏中結束。

## 应用
- 《國際展覽局曲》取自第四樂章開始部份最激昂的曲段。
- 美國名曲念故鄉（Goin' Home）出於本曲第二樂章，由德沃夏克的弟子William Arms Fisher填上英文歌詞，中文版由名中國音樂家李抱忱先生填詞。
- 第二樂章在日本非常受歡迎，有至少五種日文版歌詞，著名的演唱者有本田美奈子、平原綾香、岩崎宏美等女歌星，前二人更各自填上了自創的歌詞，而動畫《來自新世界》採用是簡化的器樂版。

## 外部連結
- Score （页面存档备份，存于） from Indiana University
- True Story of "Goin' Home" （页面存档备份，存于）
- Lyrics and Discussion on "Going Home"
- 第9號交響曲 (德沃夏克)：国际乐谱典藏计划上的乐谱
- Free recording （页面存档备份，存于） by the Columbia University Orchestra.